# Pose (Einheit)
Die Pose war ein Flächenmass in den französischsprechenden Schweizer Kantonen, wie Wallis, Waadt und Genf.
Es entspricht einer Juchart und gehört zum vormetrischen Einheitensystem der Schweiz. In Genf beispielsweise galt
- 1 Pose = 8 Ouvrees = 400 Quadratruten = 27,013 Aren bzw. 2701,3 Quadratmeter.[2]

Neben der Genfer und der Neuenburger Pose zu 27 Aren gab es die Waadtländer, bernjurassische und freiburgische zu 34,4 Aren. Im Wallis hiess die Einheit Journal und betrug zwischen 31 und 45 Aren, im Gebiet des heutigen Kantons Jura  31,6 oder 31,7 Aren.
Während die Pose und der Journal zumeist für Ackerland verwendet wurde, hiess die Einheit für Wiesland Fauchée, Seyteur oder Faux, in Freiburg jedoch Journal; das Deutschschweizer Pendant war der Tagwan. Die Einheiten für Ackerland und Wiesland konnten beträchtlich voneinander abweichen, so entsprach die Neuenburger Faux 54 Aren und die südjurasssiche 68,8 Aren.
Nachdem die vormetrischen Schweizer Einheiten im frühen 19. Jahrhundert an das metrische System angepasst worden waren, galt
- 1 Pose = 10 Fossoriers = 500 Quadratklafter = 45 Aren bzw. 4500 Quadratmeter.[4]